# 博洛 (埃塞俄比亞)
博洛（Bolo）是埃塞俄比亞中部奧羅米亞州阿爾西地區的小鎮，座標8°50′N 39°22′E / 8.833°N 39.367°E，海拔1,891米。博洛在19世紀初是重要的咖啡市場。根據埃塞俄比亞中央統計局2005年人口普查的資料，博洛人口約1,157，其中男性579人，女性578人。